# ببليكس
شركة ببليكس لأسواق السوبر ماركت . ، والمعروفة باسم ببليكس ، هي سلسلة سوبر ماركت أمريكية مملوكة للموظفين العاملين بها ومقرها في ليكلاند، فلوريدا ، الولايات المتحدة.  تأسست شركة ببليكس في عام 1930 على يد جورج دبليو جينكينز ، وهي شركة خاصة مملوكة بالكامل للموظفين الحاليين والسابقين وأفراد من عائلة جينكينز.  تعمل ببليكس في جميع أنحاء جنوب شرق الولايات المتحدة ، ولها عدد مواقع في كلاً من فلوريدا (858)، جورجيا (207)، ألاباما (88)، كارولينا الجنوبية (69)، تينيسي (55)، كارولاينا الشمالية (53)، وفيرجينيا (19) على التوالي.  
تحتفظ ببليكس بـ 1380 موقع متجر في جميع أنحاء الجنوب الشرقي. اعتبارًا من يونيو 2023، تمتلك فلوريدا أكبر عدد من المتاجر، حيث بلغ  874 متجرًا. اعتبارًا من سبتمبر 2022، توظف ببليكس حوالي 240.000 شخص  في مواقع البيع بالتجزئة ومدارس الطبخ ومكاتب الشركات وتسعة مراكز توزيع البقالة وأحد عشر منشأة تصنيع. تنتج مرافق التصنيع منتجات الألبان والأطعمة الجاهزة والمخابز والمنتجات الغذائية الأخرى.  ببليكس هي أكبر شركة مملوكة للموظفين في الولايات المتحدة.  

## أنظر أيضاً
- كارول جنكينز بارنيت
- هوارد جنكينز